# Schwarza (Saale)
De Schwarza is een rivier in het oosten van Duitsland. Het stroomgebied van de rivier met haar zijtakken omvat delen van het Thüringer Woud, met name van het gedeelte, dat door Duitse geografen Thürings Leisteengebergte wordt genoemd. De Schwarza is een zijrivier van de Saale.
De naam van de rivier, die ook voor waterlopen elders in Duitsland wordt gebruikt, betekent: zwart water. Ze stroomt door een soms diep, erg donker en steil dal tussen met dennenbos begroeide bergen en heuvels.
De Schwarza is niet bevaarbaar. 

## Economie, toerisme
Langs de rivier liggen al sinds het eind van de middeleeuwen tientallen watermolens. Het gebergte aan weerszijden van de Schwarza was rijk aan bruikbaar timmerhout en aan verscheidene soorten metalen, o.a. koper, en zelfs enig goud en zilver. Goud werd vooral uit het water van de rivier zelf, en uit de sedimenten langs de oevers gezeefd; in de 16e eeuw was de opbrengst hiervan voldoende, om er gouden dukaten van te slaan. Veel metaalbewerking gebeurde met behulp van waterkracht in o.a. stamp- en hamermolens. Sommige molens hebben zich later tot kleine fabrieken ontwikkeld; een aantal is als industrieel of cultureel erfgoed blijven staan. Ook is in het Schwarzadal kaolien voor de productie van porselein gewonnen, en ook voor glasfabricage geschikte grond.
Tot 1990, toen de DDR ophield te bestaan, was het beroep van Harzer in de dennenbossen langs de Schwarza nog lonend. Een Harzer was iemand, die hars van dennenbomen aftapte en daarna tot o.a. kleefstoffen, zoals pek of teer, verder bewerkte. Bomen, die hiervoor waren afgetapt, werden vaak voor de bosbouw onbruikbaar, omdat het aftappen van hars de gezondheid en houtkwaliteit aantastte.
In de Schwarza en haar zijbeken liggen drie stuwdammen met -meren:
- de stuwdam bij Scheibe-Alsbach, minder dan 2 km ten westen van de bron van de Schwarza, werd in 1944 in gebruik genomen en in 1992 gerenoveerd. De dam dient voor de drinkwatervoorziening en voor de waterhuishouding in geval van overstromingsgevaar. De dam is 100 meter lang en 10 meter breed. De oppervlakte van het stuwmeer is 25 hectare.
- de pompcentrale bij Goldisthal, enkele kilometers ten westen van Scheibe-Alsbach, één van de grootste waterwerken van deze aard in geheel Duitsland; deze dient voor de productie van elektriciteit en produceert 1.060 megawatt stroom per jaar. De centrale, waarvan de bouw reeds in 1975 was begonnen, die om uiteenlopende redenen van 1981-1997 stil lag, is sedert 2003 in bedrijf. Om het hoogste van de beide stuwmeren heen kan men wandelen. De op respectievelijk 880 en 550 m boven zeeniveau liggende meren[1], waarvan het waterpeil sterk kan schommelen, mogen niet door watersporters worden gebruikt. Technisch geïnteresseerden kunnen schriftelijk een rondleiding door de, ten dele ondergrondse, installaties aanvragen.[2]
- in het zijriviertje de Lichte de in 2008 in gebruik genomen dam bij Leibis-Lichte, die voor de drinkwatervoorziening en voor de waterhuishouding in geval van overstromingsgevaar dient. De dam is 369 meter lang en 9 meter breed. De oppervlakte van het stuwmeer is 106½ hectare.

Langs de Schwarza loopt een kleine spoorlijn, de spoorlijn Rottenbach - Katzhütte of Schwarzatalbahn.
Grote delen van de benedenloop van de Schwarza maken deel uit van natuurgebieden (zie: Thüringerwoud). Het dal is fraai en leent zich voor (berg)wandel- en mountainbiketochten. Waar het riviertje door een diepe kloof loopt, komen in het vochtige bos de waterspreeuw en de ijsvogel veel voor.

## Afbeeldingen

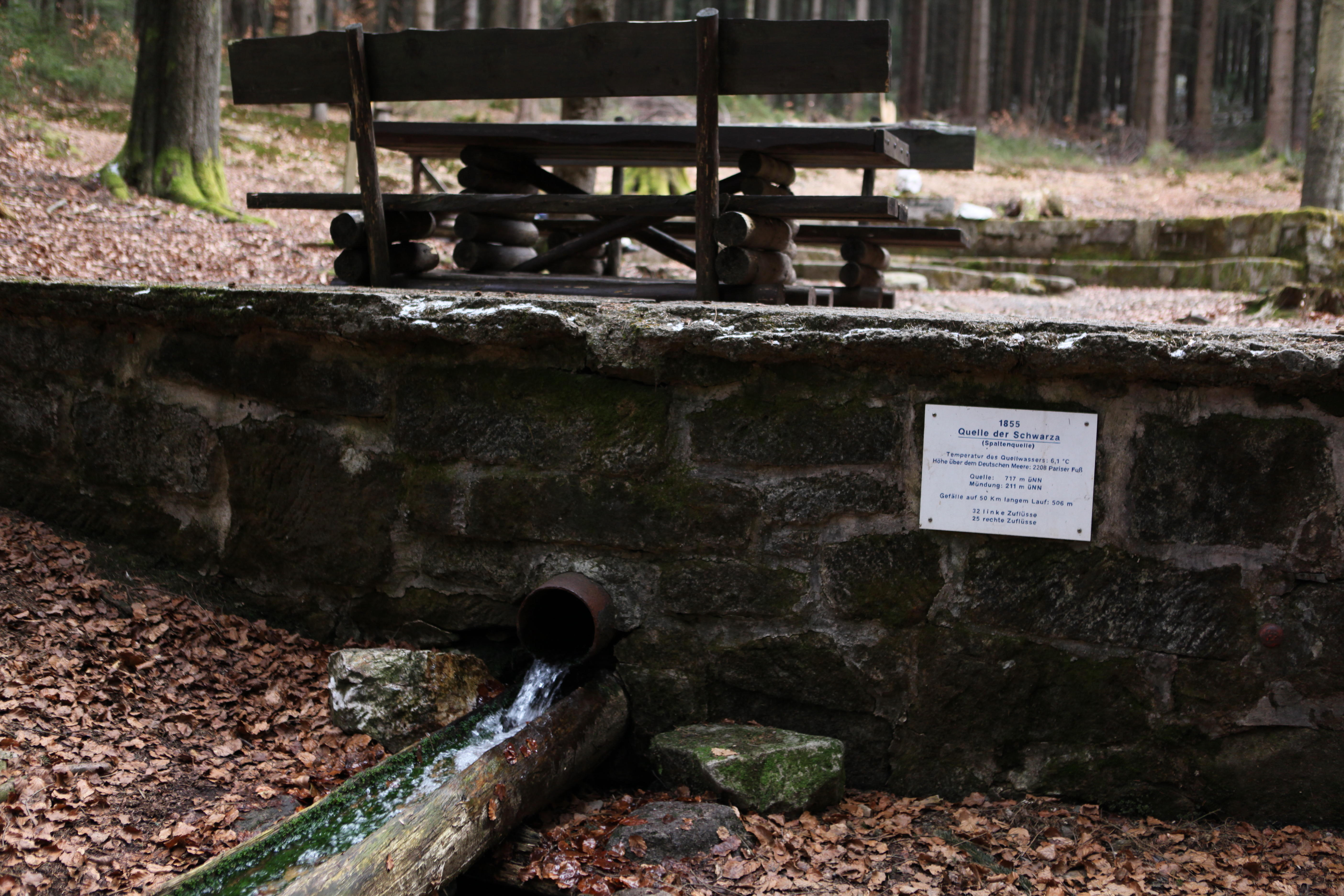
Bron bij Scheibe-Alsbach
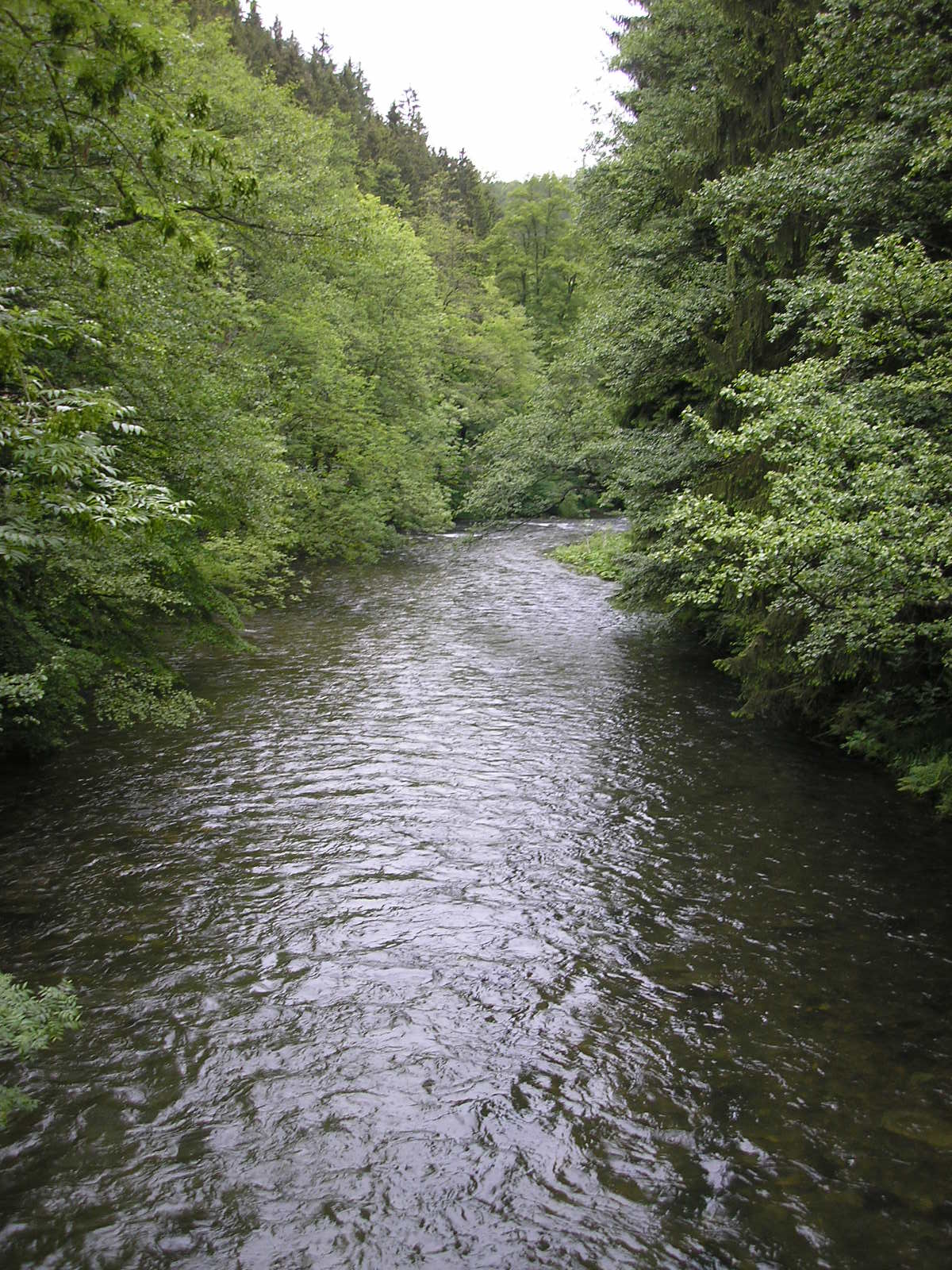
De Schwarza bij Schwarzburg
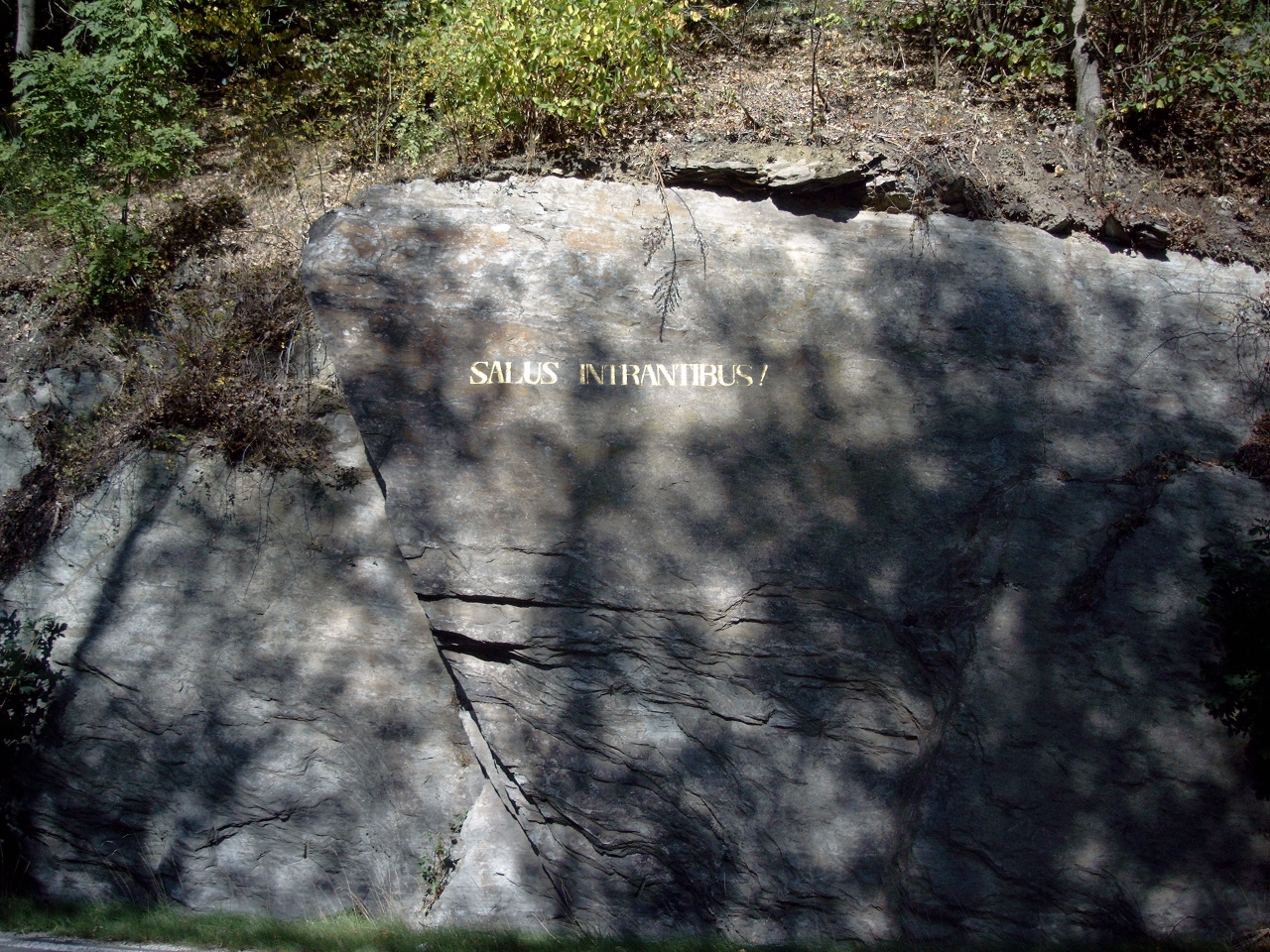
Welkomstgroet Heil aan hen die hier binnen gaan
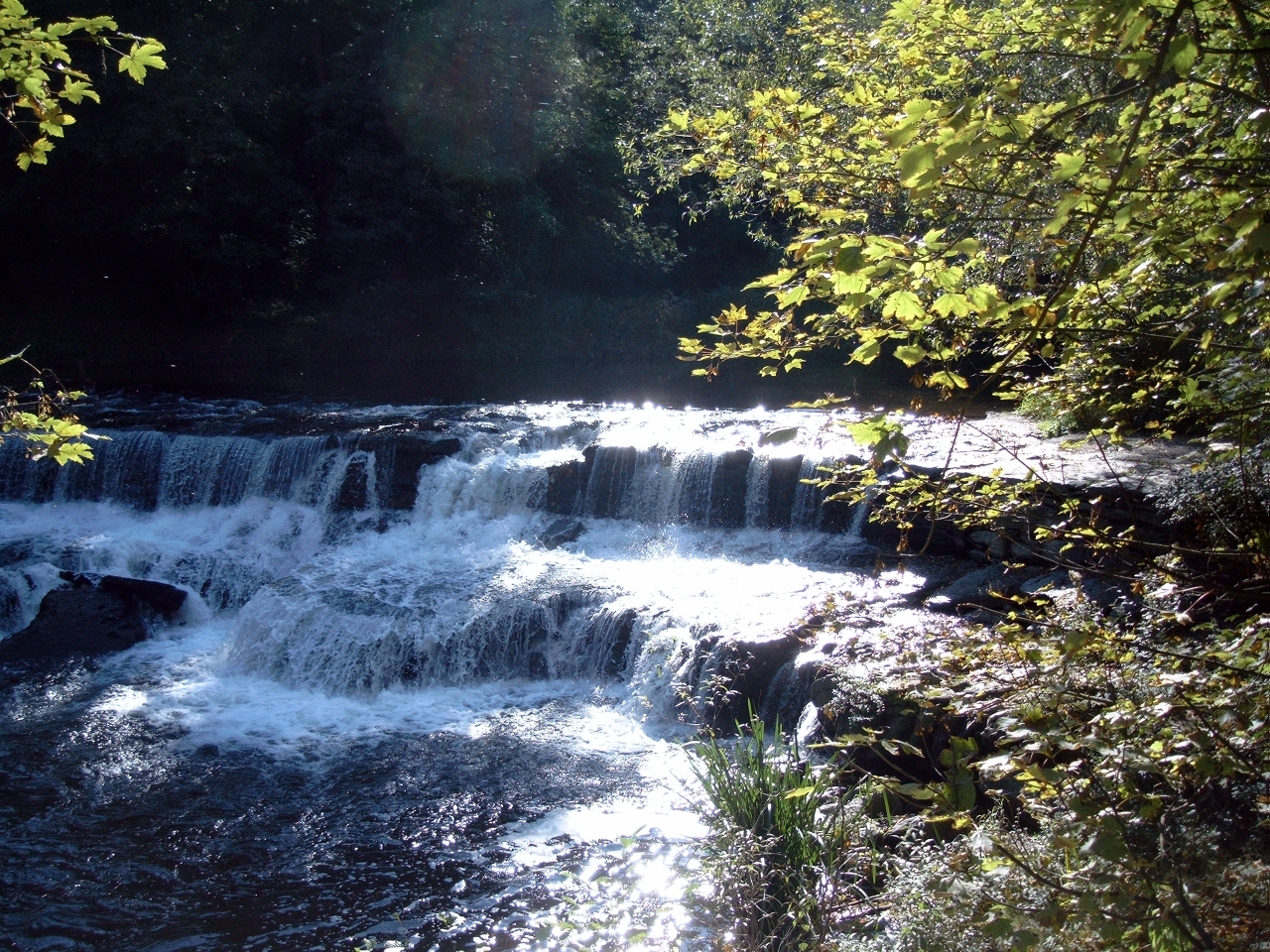
Waterval in de Schwarza bij Bad Blankenburg
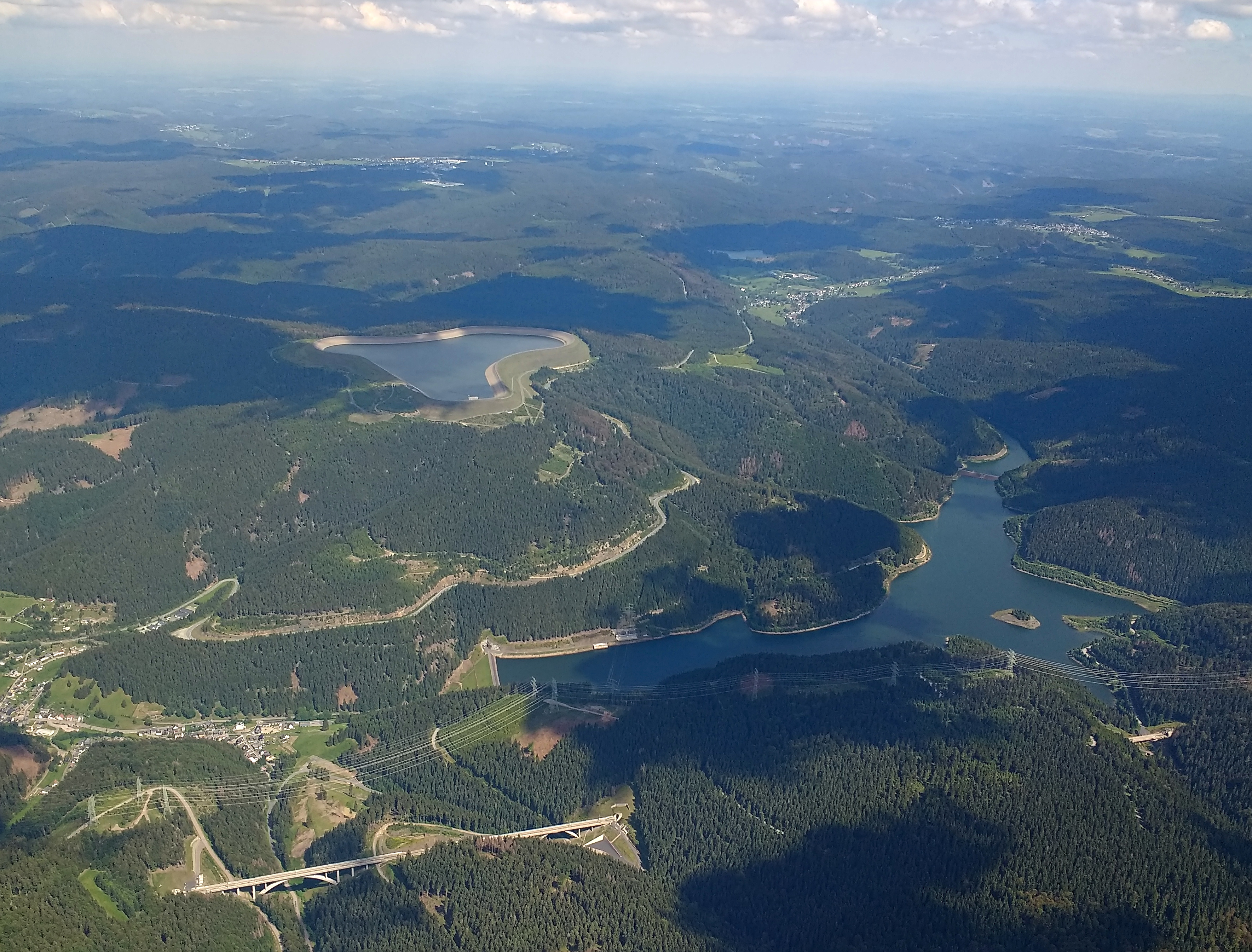
Pompcentrale-stuwmeren bij Goldisthal (foto uit 2020)
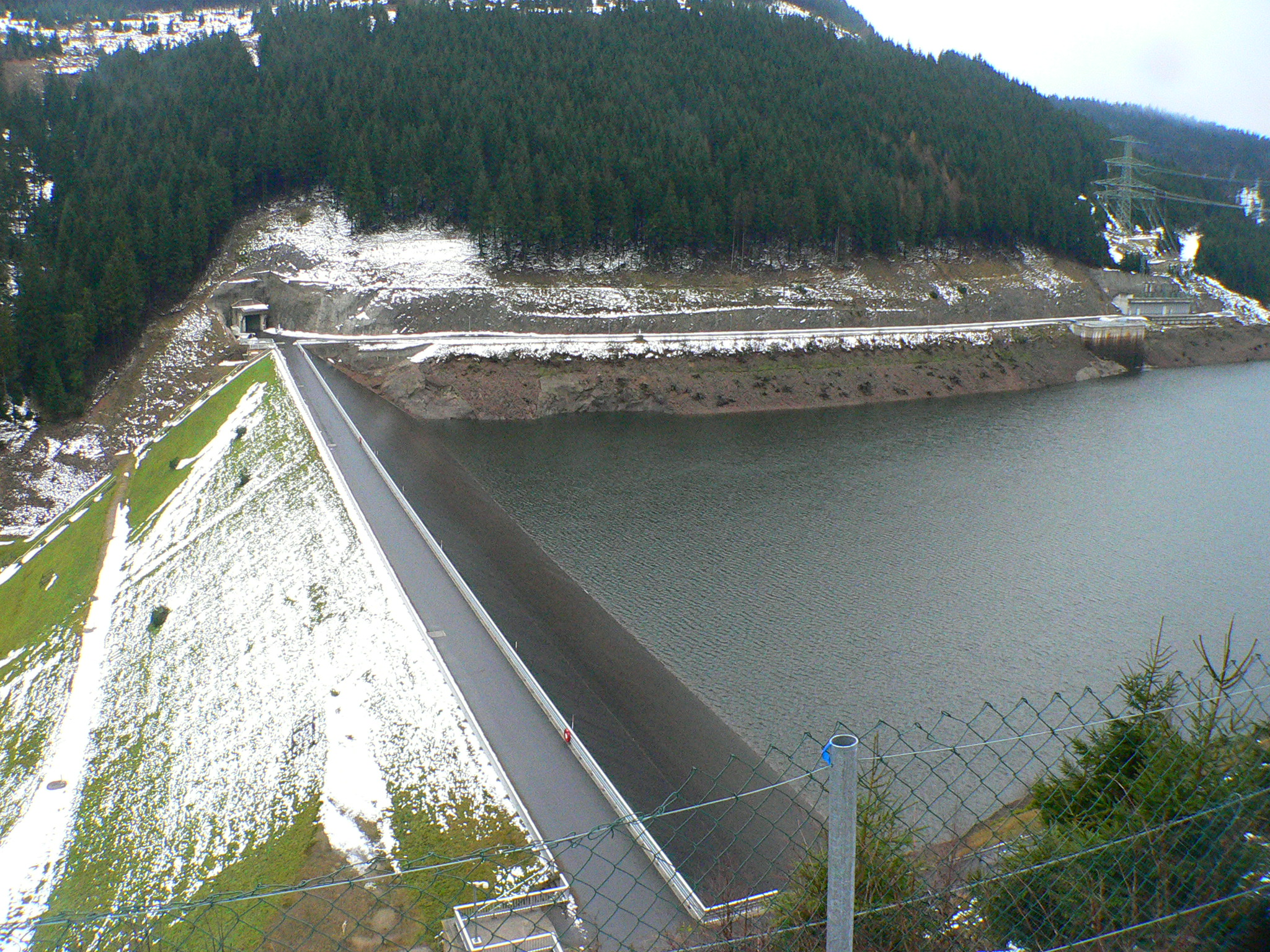
Eén van de stuwdammen van deze centrale
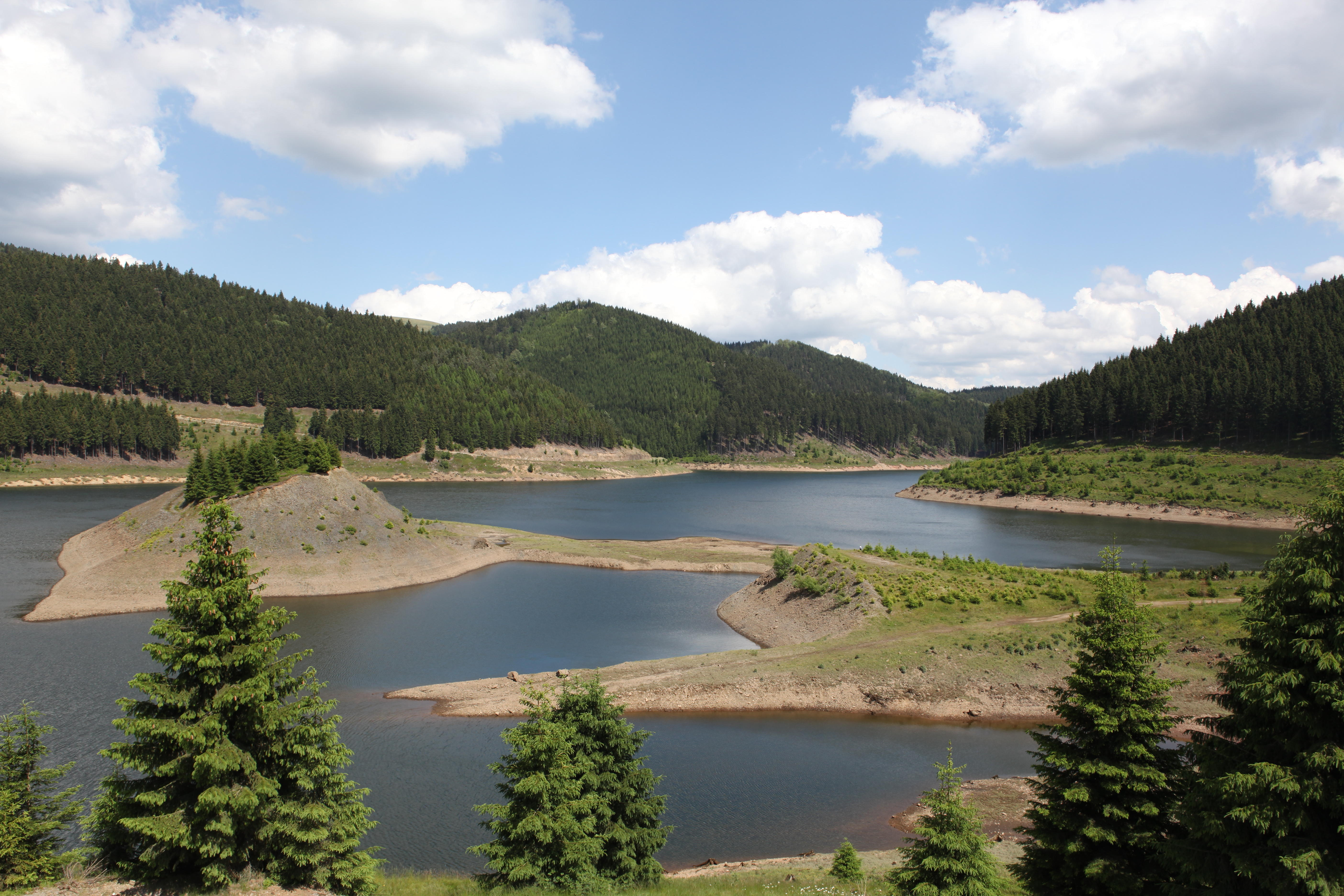
Vogeleilandje in het onderste stuwmeer van deze centrale
Stuwdam en -meer bij Unterweißbach aan de Lichte
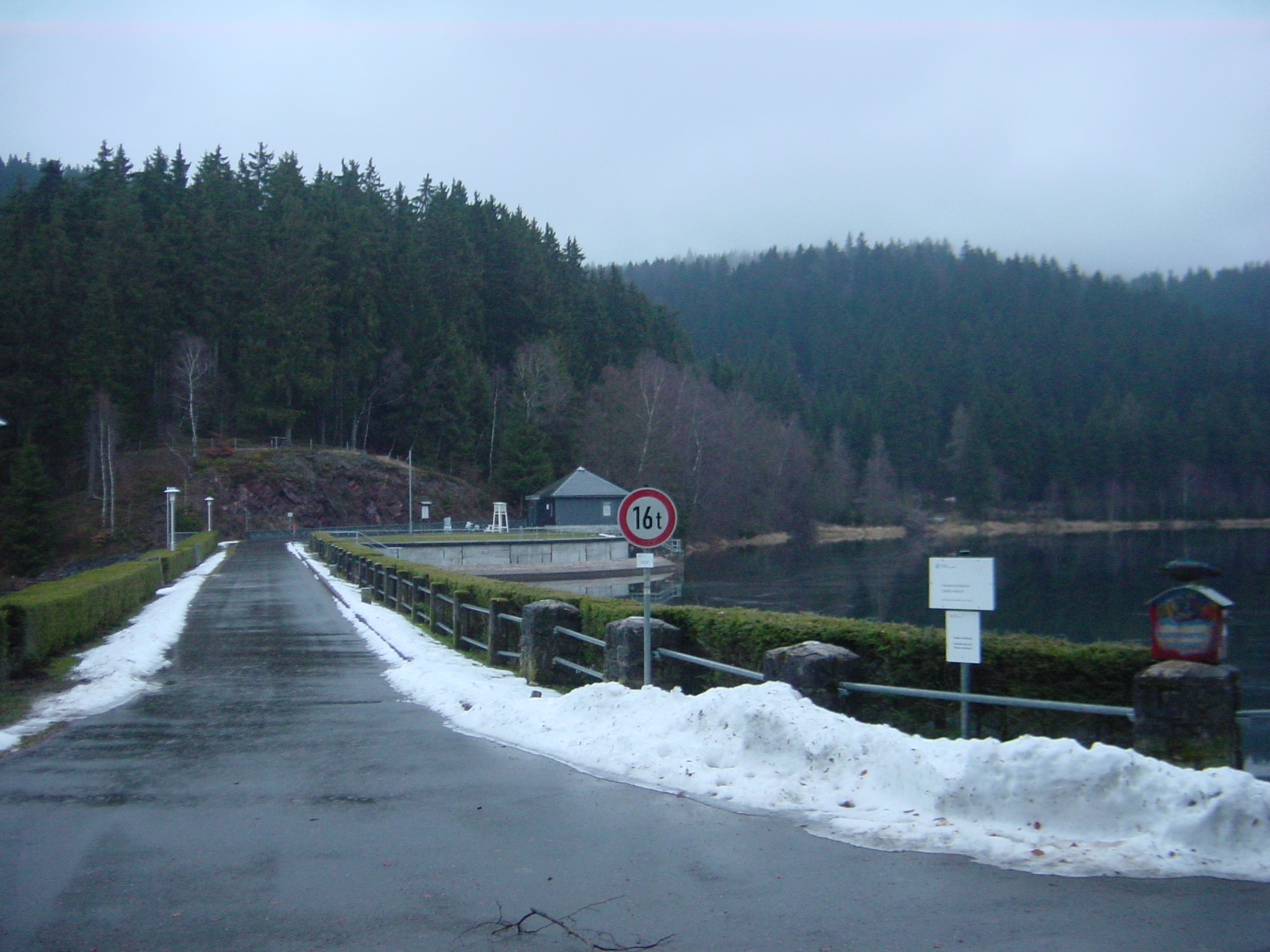
Stuwdam bij Scheibe-Alsbach
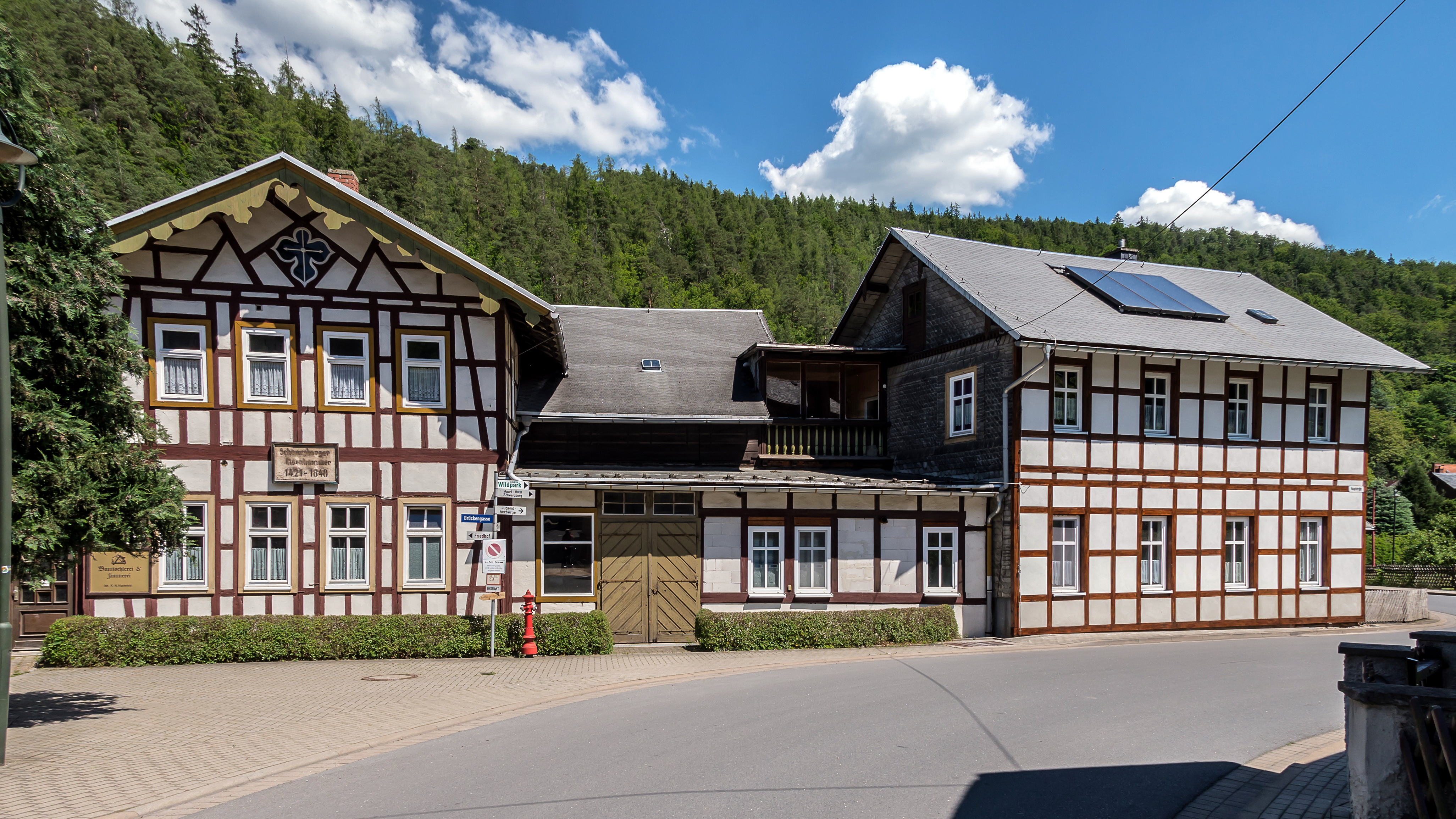
Molen op de Schwarza bij Schwarzburg (v.m. hamer-, later zaagmolen)

- Gemeinsame Normdatei: 4390075-6